# Basszgitáros kerestetik (Így jártam anyátokkal)
A Basszgitáros kerestetik az Így jártam anyátokkal című amerikai televíziós sorozat kilencedik évadjának tizenharmadik epizódja. Eredetileg 2013. december 16-án vetítették, az Egyesült Államokban, míg Magyarországon 2014. április 14-én.
Ebben az epizódban a banda találkozik egy negédes fickóval, aki aztán konfliktusokat gerjeszt közöttük, miközben Marshall végre megérkezik a Farhampton fogadóba.

## Cselekmény
Szombat este 10 óra van, 20 órával járunk az esküvő előtt. Marshall és Marvin úton vannak a Farhampton fogadóba, méghozzá gyalog. Egy ideig bírják, de Marshall kijelenti, hogy elfáradt és nem bír tovább menni. Mintegy varázsütésre ekkor megjelenik mellettük egy autó és a sofőrje megkérdezi, hogy elviheti-e őket. Így találkozott Marshall Ted leendő feleségével. Miután ráhozta a frászt, az Anya közli vele, hogy onnan ismeri őt, hogy együtt utazott Lilyvel a vonaton. Elmondja, hogy beviszi őt a fogadóig, majd visszamegy a városba, annak ellenére is, hogy ő is játszik a zenekarban. Mégpedig a bandavezér, Darren miatt, aki szerinte olyan, mint az ördög. Az Anya elmondja, hogy a zenekart, a Szuperlökonómiát ő alapította még az egyetem alatt, amiben Darren eleinte csak vokálozott, aztán átvette a banda felett az uralmat és őt a háttérbe szorította. Mikor a fogadóban rájött, hogy Darren ki akarja tenni a szűrét és új basszusgitárost keres, az Anya ellopta a furgonját, ahogy Lily tanácsolta neki. Elmondja azt is, hogy Darrennek van egy nagyon rossz tulajdonsága: negédeskedéssel beférkőzik az emberek bizalmába, aztán egymás ellen fordítja őket, a saját élvezetére. Míg beérnek, Marshall meggyőzi az Anyát, hogy álljon ki saját magáért és szerezze vissza a bandáját.
Eközben a fogadóban a banda többi tagja amiatt bánatos, mert összetört még egy üveg Glen McKenna whisky, amivel ünnepelni akartak volna. Lily láthatóan ideges, amiért Marshall a megkérdezése nélkül vállalta el a bírói állást, de nem akarja, hogy vitázzanak. Míg Ted és Barney elindulnak keresni még egy üveg Glen McKennát, Robin és Lily beszélgetni kezdenek. Váratlanul megjelenik Darren, és beszédbe elegyedik velük, noha egyikük sem tudja, hogy ő kicsoda. Amíg Lily egy pillanatra elhagyja az asztalt, eléri, hogy Robin elmondja neki, hogy bár Lilyvel ért egyet, mégis Marshallt támogatja a vitájukban. Ezt Darren megemlíti, amikor Lily visszatér, majd lelép, mikor kitör köztük a botrány. Mire sikerül megbeszélni a problémájukat, Darren visszatér, és most meg azt mondja el, hogy amúgy Robin mérges Lilyre, mert mint koszorúslány ellopja előle az esküvőt. Ezen is összevesznek,és kibékülnek, majd Darren ezúttal azt mondja, hogy Robin attól tart, hogy Olaszországba költözésével már nem lesz a barátnője. Robin rájön, hogy őt mindvégig ez zavarta, így Lily felajánlására mindketten felmennek a szobába és elkezdik ütni Marshallpótot, a feszültségük levezetése érdekében.
Közben Tednek azt mondta Lily, hogy lopjon egy üveg Glen McKennát a közeli boltból. Ted nem akarja kockáztatni a börtönt, Barney azonban nemes cselekedetnek tartaná. Őket is megkörnyékezi Darren, és ugyanazt játssza velük, mint Lilyvel és Robinnal: kiszedi Tedből, hogy Chicagóba akar költözni, aztán "elszólja" magát Barney előtt. Barney dühös lesz, mert nem is tudott arról, hogy Ted Chicagóba akar költözni, ráadásul rögtön az esküvő után. Szerinte ez azt jelenti, hogy nem jelent sokat számára. Ted azt mondja, dehogyisnem, és átad neki egy üveg Glen McKennát. Azt mondja, hogy ezt a boltból lopta, azért,, mert még a börtön kockázata is megéri a barátságát. Barney végül megérti, hogy Ted újra akarja kezdeni az életét, mert ő egyedülálló, Robin és ő pedig összeházasodnak, ezért kibékülnek.
Miközben az Anya Linus előtt próbálgatja, mit fog mondani Darrennek, Marshallék megérkeznek, és azt látják, hogy Lily és Robin ütik Marshallpótot. Nem kezdenek el vitatkozni, hanem örülnek a viszontlátásnak. Ted ennek örömére meghozza a Glen McKennát, azonban ez az üveg is összetörik, köszönhetően Darren figyelmetlenségének. A dühös Ted behúz neki egy hatalmasat, aminek hatására a sértett Darren lelép és közli, hogy kiszáll a zenekarból is. Az Anya ezt látva látatlanban is meghívja Tedet a ház legjobb whiskyjére, amiről kiderül, hogy az egy 35 éves Glen McKenna – mindvégig volt a bárban belőle, és ők összetörtek három üveget is a semmiért. Ted ugyan ekkor még nem tudta, kitől van az ital, de Jövőbeli Ted azt meséli a gyerekeinek, hogy ez volt az első ital, amire az anyjuk meghívta őt.
Az utolsó jelenetben Marshall sajnálkozik, hogy lekéste a bemutatkozó vacsorát, de hozott neki egy ajándékot – a pofogadás következő pofonját...

## Kontinuitás
- Marshall végre megérkezik a Farhampton fogadóba,. Az évad eddigi összes részében végig úton volt.
- Az Anya sofőrkesztyűben vezeti az autóját, ahogy Ted is "A medál" című részben., amely epizódban Lilyvel utazott egy vonaton.
- Robin és Lily, valamint Ted és Barney telepatikusan kommunikálnak.
- Barney nyilvános vizelésért kapott büntetései először "A pulykával tömött pocak" című részben szerepeltek.
- A korábbi Glen McKenna whiskyk a "Búcsú New Yorktól" és az "Anyu és apu" című részekben törtek össze.
- Ismét hallható a "Marshall a gépek ellen" című dal, ami "A nagy verseny" című részben volt hallható.
- Darren megemlíti a Gazzola pizzériát, ahol Marshall és Ted a "Kettős állampolgárság" című részben jártak.
- Az Anya is a Kennedy-csomagot kéri Linustól, ahogy korábban Lily is, és ő is megköszön minden egyes italt.
- Ted Chicagóba költözéséről eleddig csak Lily tudott.
- Marshall "A pofogadás" című részben történtek miatt tartozik Barneynak még mindig 2 pofonnal.
- Marshall ismét megemlíti jogászbandáját, "A Funky, Csakis A Funky, A Színtiszta Funky"-t.

## Jövőbeli visszautalások
- Annak története, hogyan túrta ki Darren az anyát a saját zenekarából, az Így jártam apátokkal című részben látható.
- Marshall és Lily a "Szünet ki" című részig szüneteltetik a veszekedésüket.

## Érdekességek
- Az epizód eredeti címe "Major Mystery" volt.
- Ez a sorozat egyetlen része, amely a "Folytatjuk..." kiírással ér véget.